# سیارک ۷۵۹۶
سیارک ۷۵۹۶ (به انگلیسی: 7596 Yumi، نامگذاری:1993GH) هفت هزار و پانصد و نود و ششمین سیارک کشف شده‌است که در ۱۰ آوریل ۱۹۹۳ کشف شد.
قدر مطلق سیارک برابر ۱۱٫۵۰ است.